# Tagil
A Tagil (oroszul: Тагил) folyó Oroszország ázsiai részén, a Szverdlovszki területen, a Tura jobb oldali mellékfolyója

## Földrajz
Hossza: 414 km, vízgyűjtő területe: 10 100 km², évi közepes vízhozama: 40 m³/sec.
A Középső-Urál keleti oldalán ered és sokáig észak felé folyik. Az Urál előhegyeit elhagyva északkelet felé fordul és nagyjából ebbe az irányba tart egész a Tura középső folyásán lévő torkolatáig. Ezen a részen alföldi jellegű, gyenge sodrású folyó, partjait nagyrészt tajga borítja.
Eső és főként hóolvadék táplálja. November elején befagy és április második felében szabadul fel a jég alól. Legnagyobb, jobb oldali mellékfolyója a Középső-Urálban eredő Szalda (122 km). 
A Tagil felső folyása mentén fekszik Verhnyij Tagil kisváros és jóval lejjebb, északabbra a nagy nehézipari központ, Nyizsnyij Tagil. Nyizsnyij Tagil közelében található az orosz fegyveres erők egyik zárt közigazgatási egysége, Szvobodnij.